# Teresa Pękala
Teresa Pękala – polska filozof, dr hab. nauk humanistycznych, profesor nadzwyczajny Instytutu Filozofii i dziekan Wydziału Filozofii i Socjologii Uniwersytetu Marii Curie-Skłodowskiej.

## Życiorys
W 1977 ukończyła studia z zakresu filologii polskiej na Uniwersytecie Marii Curie-Skłodowskiej w Lublinie, 28 kwietnia 1993 obroniła pracę doktorską Koncepcja "estetyki otwartej" Mieczysława Wallisa, 7 czerwca 2000 habilitowała się na podstawie dorobku naukowego i pracy zatytułowanej Awangarda i ariergarda. Filozofia sztuki nowoczesnej. 22 stycznia 2016 nadano jej tytuł profesora w zakresie nauk humanistycznych.
Objęła funkcję profesora nadzwyczajnego w Instytucie Filozofii, a także dziekana na Wydziale Filozofii i Socjologii Uniwersytetu Marii Curie-Skłodowskiej.